# Kuczmanowate

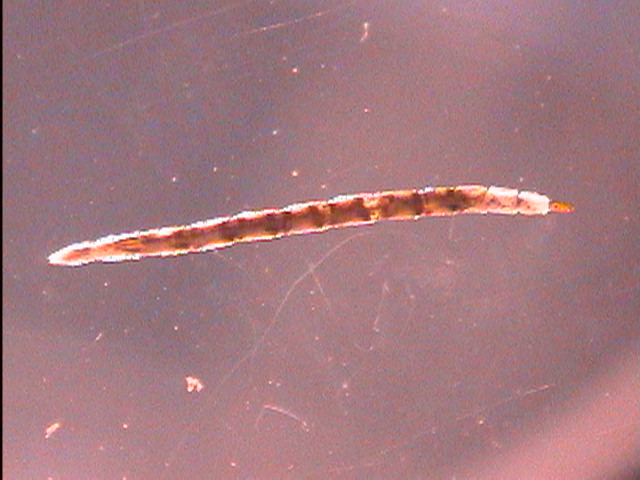
Larwa przedstawiciela kuczmanowatych

Kuczmanowate, kuczmany (Ceratopogonidae) – rodzina muchówek z podrzędu długoczułkich i nadrodziny Chironomoidea.

## Opis
Dorosłe osiągają od 1,5 do 5 mm długości ciała. Głowa mała z parą wyłupiastych oczu i stosunkowo długich, 15-członowych czułków. Piórkowate czułka samców służą im za narządy słuchu, wychwytujące ton uderzeń skrzydeł samic. U wielu gatunków na grzbiecie tułowia czarne znaki. U Culicoides z przodu tułowia dołki barkowe. Skrzydła krótkie i stosunkowo szerokie, pozbawione łusek, ale u wielu gatunków z mikroskopijnymi włoskami. Charakterystyczna jest dla nich poprzeczna żyłka r-m. Większość gatunków ma na skrzydłach kontrastujące ciemne i mlecznobiałe plamy. Odnóża stosunkowo krótkie. Wierzchołek odwłoka samic zaokrąglony, a samców opatrzony małą parą przydatek.

## Biologia
Samce wydostają się z poczwarek przed samicami. W ramach zachowań rozrodczych formują roje nad różnymi miejscami: brzegami kałuż, krzakami lub głowami zwierząt. Samice czterech rodzajów żywią się krwią zwierząt stałocieplnych (ptaków i ssaków, w tym ludzi). Jedynie gatunki z rodzaju Culicoides mają znaczenie weterynaryjne jako wektory chorób. Niektóre (rodzaje Atrichopogon i Forcipomyia) są ektopasożytami większych owadów, żywiąc się np. hemolimfą chrząszczy, takich jak oleice. Kuczmany z rodzaju Dasyhelea żywią się nektarem kwiatów. Larwy rozwijają się w wodzie (również zbiornikach efemerycznych, kałużach, na torfowiskach, solniskach, w wodzie stagnującej w dziuplach drzew), a także w soku wyciekającym ze zranionych drzew.

## Systematyka
W 1994 roku do kuczmanowatych należało około 3,9 tysięcy gatunków, zgrupowanych w 78 rodzajów i podrodzajów. Współcześnie dzieli się kuczmanowate na 5 podrodzin:
- Lebanoculicoidinae Borkent
- Leptoconopinae Noe
- Forcipomyiinae Lenz
- Dasyheleinae Lenz
- Ceratopogoninae Newman

Czterech rodzajów nie przypisano do podrodziny:
- Alautunmyia Borkent
- Archiculicoides Szadziewski
- Protoculicoides Boesel
- Sinopogonites Hong